# Edu (futbolista)
Jonas Eduardo Américo, también conocido como Edú, es un exfutbolista brasileño.
Era un jugador de habilidad extrema y tiros precisos. Muy temido por su regate, Edu es uno de los mejores regateadores de todos los tiempos. Se destacó desde temprana edad en el Santos Futebol Clube, disputando su primer partido con tan solo 15 años. Junto a Pepe, es uno de los dos mejores extremos izquierdos de la historia del Santos Futebol Clube y uno de los mejores extremos de la historia del fútbol.
Jugó en 3 Copas del Mundo (1966 en Inglaterra, 1970 em México y 1974 en Alemania), siendo campeón del mundo en México 1970.

## Clubes
- Santos (1966 – 1978)
- Tigres (1979-1980)
- Tampa Bay Rowdies (1980)
- Nacional (1981)

## Selección nacional
Ha sido internacional con la selección de Brasil en 54 ocasiones.

### Participación en Copas del Mundo
| Mundial                        | Sede                | Resultado    |
| ------------------------------ | ------------------- | ------------ |
| Copa Mundial de Fútbol de 1966 | Inglaterra          | Primera fase |
| Copa Mundial de Fútbol de 1970 | México              | Campeón      |
| Copa Mundial de Fútbol de 1974 | Alemania Occidental | Cuarto lugar |